# Xiaomi Mi MIX 3
Xiaomi Mi MIX 3 — смартфон дизайнерської серії MIX, розроблений компанією Xiaomi. 
На світовому ринку телефон був представлений у жовтні 2018 року та поступив у продаж у листопаді 2018 року.
В українських магазинах Xiaomi Mi MIX 3 з'явився 18 січня 2019 року зі стартовою ціною 16999 грн.
У березні 2020 року компанія Xiaomi повідомила про припинення продажів Xiaomi Mi MIX 3.

## Зовнішній вигляд
Смартфон продовжує серію MIX, що поєднує пристрої з великими безрамковими екранами. В апараті Xiaomi Mi MIX 3 розмір екрану складає 6.39 дюймів та займає 93.4% корпусу апарату. Співвідношення сторін 19.5:9, 2340 x 1080 пікселів із підтримкою HDR. Дисплей Super AMOLED, захищений склом Corning Gorilla Glass 5.
Сам корпус телефону має алюмінієвий каркас із керамічною кришкою. Особливість конструкції - магнітний слайдер.
На українському ринку представлений у 3 кольорах: синій сапфір (Sapphire Blue), зелений нефрит (Jade Green), чорний онікс (Onyx Black).

## Апаратне забезпечення
Смартфон працює на базі 8-ми ядерного процесора Qualcomm Snapdragon 845, що має 4 ядра Kryo 385 Gold з частотою 2.8 ГГц та 4 ядра Kryo 385 Silver з частотою 1.7 ГГц.
Графічний процесор — Adreno 630.
Пам'ять телефону складає 128 ГБ або 256 ГБ, можливості розширення немає. Оперативна пам'ять — 6 ГБ, 8 ГБ, або 10 ГБ в залежності від моделі.
Основна камера -  подвійна, складається із 12 Мп основного модуля із широким кутом та додаткового теле-фотомодуля 12 МП.
Фронтальна камера подвійна: основний модуль — 24 Мп, f/2.8, 0.9µm та датчик глибини 2Мп. 
Батарея вбудована обсягом 3200 мА·год. Підтримує дротове швидке заряджання, заряджання через двостороннє USB Type-C, бездротове заряджання.

## Програмне забезпечення
Телефон працює на базі операційної системи Android 9 Pie з фірмовою оболонкою MIUI 10. Є можливість оновлення до MIUI 12 на базі Android 10. 

## Комплектація
Смартфон, захисна плівка, модуль бездротової зарядки, кабель USB Type-C, аудіо-перехідник Type-C, ключ для лотка SIM-карти, гарантійний талон, інструкція.
Ціна в Україні у 2020 році - від 10 949 грн.

## Xiaomi Mi MIX 3 5G
Xiaomi Mi MIX 3 5G — покращена версія Xiaomi Mi MIX 3, що отримала покращений процесор Qualcomm Snapdragon 855, більший об'єм акумулятора та підтримку 5G. За дизайном він практично однаковий окрім кольору, трохи збільшеної товщини та логотипу 5G на задній панелі. Був представлений 24 лютого 2019 року на MWC 2019. Офіційно в Україні смартфон не продавався.